# Криски
Кри́ски — село в Україні, у Понорницькій селищній громаді Новгород-Сіверського району Чернігівської області. Населення становить 498 осіб. До 2020 орган місцевого самоврядування — Крисківська сільська рада.

## Географія
Селом протікає річка Головесня, права притока Десни.

## Історія

### Сива давнина
Дати виникнення села не пам'ятає ніхто із старожилів. Із їх розповідей першим поселенцем був чоловік на ім'я Крисантій, звідки й походить назва населеного пункту. За іншою версією село набагато старіше і назва походить від литовського слова Krishkele, що означає перехрестя. За записами акту 1633 року на місці сучасного села було місто Криски, яке було зруйноване монголо-татарами в XIII столітті під час нашестя монголо-татар на Київську Русь. Пам'яткою про існування міста і зараз залишився великий горб, який називають «Городок».
У далеку давнину територія, де розташоване наше село була покрита густими лісами. Велетенські дуби, пахучі липи і білі берези становили основний кістяк лісів, а зарості ліщини та інших кущів робили ліс майже непрохідним. Дуби досягали в діаметрі 1,5 м, а берези — до 0,7 м. Як пам'ятники давньої старовини у нас залишились дуби-велетні. Один з них росте на узліссі села Рихли. У лісах було багато звірів не тільки таких як вовки, лисиці, зайці, борсуки, але й лосі, мамонти, дикі свині. Про це свідчать кістки цих тварин, знайдені на Мізинській стоянці первісної людини та кістки, знайдені на території нашого села.
Біля Рихлів та у навколишніх ярах були сильні джерела, які живили нашу річку Головесну, яка в ті часи була судноплавна. Купці могли з річки Десни підніматись на річкових суднах до Рихлівського монастиря, що заснований десь у XVIII столітті.
Розчишення джерел у річці Головесні.
Люди займалися землеробством, скотарством та полюванням. Для того, щоб посіяти зерно, треба було випалити ліс, розрихлити землю мотикою, а вже потім сіяти. Для приготування їжі люди користувались ручними жорнами, якими дробили зерно на борошно, дерев'яною ступою, за допомогою якої готували крупи. Для приготування одягу пряли при допомозі веретена, ткали ручним дерев'яним верстатом. Примітивно звалювали вовну і виготовляли головні убори, валяне взуття, лямці для хомута, тощо. З глини виготовляли посуд, а з дерева — ложки. Дуже характерним є те, що цими знаряддями праці люди користувались аж до кінця XIX ст. Про це згадують наші земляки-старожили, які пам'ятають, що до революції в селянських господарствах залишались дерев'яні сохи, ручні жорна, хоч орали вже землю залізними плугами і молотили зерно у вітряних млинах.
На лісовому схилі річки Головесни були річкові долини, на більш придатних місцях розташувалось село з дуже вузькими і кривими вулицями. Типовим житлом для людей була дерев'яна хата з чотирма маленькими віконцями. Кожне віконце мало шибки розміром 20Х20 см. У правому кутку стояла велика піч, що займала майже половину хати, з якої в сіни виводили отвір для диму і через дерев'яний димар направляли його вгору. Від печі на всю стіну був зроблений дерев'яний настил, який звали полом. На ньому разом спала вся сім'я. У хаті був один стіл, оточений лавами. Джерелом світла служив каганець-черепок, у якому були жир і гніт.

### Новий час
До скасування кріпосницького права селяни нашого села були кріпаками, а тому кожен двір належав поміщикові. Лише декілька сімей (Скубач, Вовк, М'ясоїд) прописані були як козаки і вважалися вільними. Найкраща земля і в найбільшій кількості належала поміщикові Марковичу. Його земля була по дві сторони дороги, що йде на село Понорницю, а також найкращі землі в сторону Іванькова. У другій половині XIX ст. Маркович продав усе княгині Ользі Долгорукій, яка жила в Петербурзі і ніколи не бачила села Криски. Управителі надсилали прибутки їй у Петербург. Дрібнішим поміщиком був Ярошевський, землі якого знаходилися в урочищі Ярошевщина. У районі теперішньої станції по боротьбі з ерозією ґрунтів були землі поміщика Оболонського, який на початку ХХ ст. продав їх поміщику Забілі. Забіла на початку ХХ ст. був членом земства, яке знаходилось у м. Кролевці. Він посадив у своєму маєтку величезний сад, який є і сьогодні, але запущений. В ньому ростуть рідкісні дерева, такі як сибірський кедр, коркове дерево та японська сакура. Володіння Долгорукої пристосовувались до капіталістичного розвитку. У заводі була маленька електростанція.
Школа в Крисках була трикласна церковно-приходська і стояла на горі, де тепер стоять садиби Журби та Казанника. Вона була під соломою, з маленькими чотиришибковими вікнами. Ця хата була настільки стара, що вікна були при підлозі. У школі завжди було холодно, вікна постійно були вкриті інеєм. Учні сиділи за партами-лавами по 6-8 осіб і писали на грифельних дошках, бо зошитів не було. Один учитель учив одночасно три класи. Усього учнів налічувалося в школі 20-30 осіб. Головним у школі був піп, йому підкорявся вчитель. Ранком заходив піп і всі стоячи читали молитву, а потім учили інші молитви, або церковне «писаніє». Після попа вчитель учив писати, читати по-російськи, а української мови не вивчали. З арифметики учили чотири дії з цілими числами. Але не всі учні, що поступали до першого класу, закінчували три класи, бо з різних причин вони відсіювались. Коли до першого класу вступало 10-15 учнів, то закінчувало 3 клас тільки 4-6 учнів.

### Село у XX столітті
У 1929—1930 рр. на території села було створено три колгоспи: «Червоне поле», «Червоний прапор», «Нова праця». В 1950 р. вони були укрупнені в один, який прийняв назву ім. Калініна. В роки голодомору 32-33 рр. село не дуже постраждало. Під час Німецько-радянської війни великих боїв на території села не відбувалось, але було спричинено багато руйнувань нацистами. Було спалено середню школу, зруйновано спиртозавод, спалено багато житлових будинків. Багато жителів було вивезено на каторжні роботи до Німеччини. В 1943 р. 17 вересня село було визволене першим стрілецьким батальйоном 107 стрілецького полку 55 стрілецької дивізії. В центрі села стоїть пам'ятник воїнам-визволителям, за яким доглядають учні школи. До 1980 року в селі працювало три клуби і три бібліотеки, колгосп-мільйонер ім. Шевченка, будинок побуту, відгодівельний комплекс, ковбасний цех. Була збудована нова церква, заасфальтована центральна вулиця.

### Сучасний стан села
Станом на 2006 рік у селі налічувалося жителів — 931, що на 147 осіб менше, ніж у 1996 році. Якщо така тенденція зменшення кількості населення у селі буде продовжуватись і далі, то десь у 2070 році село Криски повністю зникне.
В центрі села, на високому пагорбі стоїть середня школа. Кількість дітей у школі — 126 учнів, тоді як у 1970 році їх було 500. В школі працює 24 учителі, серед них з вищою категорією та з першою кваліфікаційною категорією. Учні школи щороку беруть участь у районних олімпіадах і займають призові місця. В школі виходить газета «Сорока», яка описує всі шкільні події. Школа в селі дуже старенька, потребує капітального ремонту. Збудована вона була у 1950-51 рр. серед її випускників є доктор філософських наук — Таранчук М. В.; кандидат технічних наук та лауреат Державної премії — Біжко М. П.; кандидат економічних наук — Ступак С. А.; є багато лікарів, військових, журналістів.
В селі працює Будинок культури, який у 2005 році був перейменований у Центр дозвілля для молоді. До послуг молоді тут більярдний стіл, телевізор, відео- та аудіо апаратура, тенісний стіл, ігрові телеприставки, шахи. У вихідні дні проводяться дискотеки, святкові програми, концерти, КВК, ігрові, розважальні та інтелектуальні програми.
У Крисках є дві бібліотеки: сільська та шкільна.
Священник Берец Василій щороку відправляє в церкві Різдва Пресвятої Богородиці всі релігійні свята. Стало традиційним посвячення води на Хрещення, паски та писанок на Великдень, зілля на Трійцю, маку на Маковія, яблук на Спаса. Священик є гостем усіх громадських свят. Випускникам школи та ветеранам Німецько-радянської війни він традиційно дарує хрестики та іконки. Своє напутнє слово каже він і першокласникам. Вже стало добрим звичаєм вінчання молодих у церкві. Одним з найстаріших звичаїв у селі є храмове свято — 21 вересня. В село їдуть гості з усіх усюд: возами, мотоциклами, машинами, а то і пішки чи велосипедами. Господині щедро частують всіх своїх гостей.
Багато в селі є спортивних традицій, пов'язаних із футболом. Футбольна команда часто виїздить на ігри в інші села або приймає гостей у себе. На футбольному полі завжди людно, бо у команди багато вболівальників. Навіть взимку гра не припиняється, а лише перетворюється в міні-футбол.
Колишній колгосп став приватною агрофірмою ім. Шевченка. Вирощуються, в основному, такі зернові культури, як овес та жито, менше — ячмінь, пшениця, люцерна, кукурудза. Агрофірма давно перестала вирощувати кормовий буряк, картоплю, льон. В тваринництві значне місце займає розведення великої рогатої худоби.
Велике значення для села має спиртозавод. Основна продукція заводу — спирт етиловий, сивушне масло, вуглекислота. Сьогодні завод не працює.
12 червня 2020 року, відповідно до розпорядження Кабінету Міністрів України № 730-р «Про визначення адміністративних центрів та затвердження територій територіальних громад Чернігівської області», увійшло до складу Понорницької селищної громади.
19 липня 2020 року, в результаті адміністративно-територіальної реформи та ліквідації Коропського району, увійшло до складу Новгород-Сіверського району Чернігівської області.

## Символіка
Герб с. Криски: у зеленому полі – срібна підкова вухами вгору, у золотій главі – три сині зі золотими осердями квітки барвінку.
Прапор с. Криски: квадратне полотнище, розділене з нижнього кута від древка по діагоналі на рівновеликі трикутні поля, у верхньому жовтому – три сині з жовтими осердями квітки барвінку, у нижньому зеленому – біла підкова вухами вгору.
Підкова є символом щастя і працьовитості. Три квітки барвінку уособлюють три села – Криски, Іваньків та Великий Ліс, які входять до складу територіальної громади і підпорядковані Крисківській сільській раді. Зелене поле уособлює Поліську географічну зону, у якій знаходяться поселення, а золоте (на прапорі – жовте) означає сільське господарство, є символом щедрості та добробуту.
Автор символів — А. Гречило

## Пам'ятки
- Спирт завод.

У 1888 році княгинею Ольгою Довгорукою у селі був збудований спиртозавод і називався в той час Ольгинським. Керівником підприємства був управляючий Черешенським цукровим заводом, який знаходився на відстані 18 км від с. Криски. Основною сировиною для виробництва спирту була картопля, яка вирощувалася на панському полі. Основним видом палива були дрова з навколишніх лісів, які доставлялись на завод найманим гужовим транспортом. Кількість працюючих на підприємстві становила 150 чол. Потужність заводу в той час становила 200 дал спирту — ректифікату за добу.
В 1933 р. завод був перейменований на Крисківський спиртовий завод. В 1933—1935 р. була проведена перша реконструкція. В 1958 р. була впроваджена напівперервна схема розварювання сировини. 1971 р. увійшов в історію заводу як рік переведення котельні на спалювання рідкого палива замість твердого. 1976 р. — рік початку автоматизації цехів заводу. 1982 р. — рік початку реконструкції дріжджебродильного відділення з доведенням його потужності до 2000 дал/доба. 1984 р. — будівництво станції біологічної очистки стоків. 1987 р. — реконструкція солодового відділення. 1988 р. — будівництво і введення в експлуатацію цеху з виробництва рідкого діоксиду вуглецю потужністю 7 т/добу. 1994 р. — рік переведення котельні на спалювання газоподібного палива. 1997—1998 р. — час газифікації житлового фонду заводу. З 1991 року завод працює не стабільно, бракує сировини та ринку збуту.
- Обеліск.

В 1947 році на місці перезахоронення воїнів, які загинули в боях за наше село був споруджений дерев'яний обеліск. У 1958 р. Він був замінений сучасним пам'ятником. Автори пам'ятника — скульптор Вороніна та архітектор Онищенко. В 1972 році поряд з пам'ятником побудовані дві меморіальні дошки з написом «Вечная память воинам-односельчанам, отдавшим жизнь за родину в Великой Отечественной войне 1941—1945 гг.». далі йдуть прізвища та імена загиблих. Всіх їх — 207, 17 із них по-звірячому замучені в період німецької окупації. Перед пам'ятником покладена мармурова плита, де викарбувані імена воїнів, які загинули, визволяючи село: Норкін В. З., Бєгін М. Є., Гусєв М. Я., Єрашкін В. Г., Сушин Б. П., Бобров Л. В., Єршов О. С., Алмачов Г. В., Даументяров Айтек, Тибилешвілі Г. О. Люди села свято бережуть пам'ять про тих, хто віддав своє життя за рідне село. Біля пам'ятника завжди лежать квіти та вінки.

## Відомі люди
- Безкоровайний Григорій Іванович (20 квітня 1936) — Герой Соціалістичної Праці.
- Ступак Володимир Федорович (1961) — народився 30 грудня 1960 р. в селі Криски. Після закінчення школи навчався в Київському педагогічному університеті ім. Драгоманова за спеціальністю географія-біологія. Спочатку працював у м. Чемер викладачем географії, а потім був секретарем комсомолу Козелецького району. Служба в армії закинула його у Хабаровськ в артилерійський полк, де був комсоргом полку. З 1986 року працював у Чернігові у обкомі комсомолу, потім був секретарем обласної організації РУХ, потім став її головою. Після розколу РУХу — голова УНП у Чернігівській області. Із літа 2005 р. по травень 2006 р. був депутатом Верховної Ради України. Член редакції газети «Сіверщина». Український політик, голова Чернігівської обласної організації Української народної партії. Народний депутат України 4 скликання.
- Базилевич Григорій Дмитрович — народився 7 лютого 1889 р. в с. Криски. Сім'я жила бідно. В 1910 р. закінчує Київське піхотне училище і стає підпоручиком у військовій частині під м. Москва. В період першої імперіалістичної війни на Західному Фронті Григорій Дмитрович зближається з армійськими більшовиками і веде більшовицьку роботу. В жовтні 1917 стає членом більшовицької партії, добровільно вступає в Червону Армію і командує батальйоном московських червоногвардійців. Брав участь у обороні Царицина, займав ряд високих командних постів у Червоній Армії. На Дону одержує друге тяжке поранення. В серпні 1919 р. в м. Саратові формує запасну армію, і скоро його призначають командуючим військами Донської області. Навесні 1920 р. стає командуючим Південно-Кавказьким військовим округом. Деякий час був особливим уповноваженим Раднаркому по обліку скарбів колишніх російських царів. В 1924 р. був помічником командуючого Московським військовим округом, а в 1925 р. — командуючим. В 1931 р. призначений секретарем комітету оборони при раднаркомі СРСР. На цьому посту в званні комкора він виконував завдання партії і уряду. В листопаді 1938 р. став жертвою культу особи. Реабілітований посмертно.
- Щербонос Василь Пилипович — Народився 30 квітня 1937 р. в с. Криски. Працював в обласному товаристві книголюбів. Багато років віддав журналістській роботі. Пише в основному лірику.
- Щербонос Петро Вакулович — видатний художник-порцелянист 2-ї половини XX ст. Займав посаду головного художника Бориславського фарфорового заводу Львівської області. Унікальні й оригінальні твори, автором яких виступає митець, впізнавані, їх неможливо сплутати з жодним іншим майстром. Щербоносу була властива індивідуальна манера, для якої характерні декоративність, чіткі лінії, яскравість деталей та барвистість підполив’яного розпису, щедре використання  золота, що є помітним бажанням продемонструвати сам матеріал, його блискучу поверхню, або повна  відсутність оздоби, лоску, лише різноманітність кольору. Порцелянові твори художника зберігаються в Національному музеї українського народного декоративного мистецтва, у Баранівському музеї фарфору, - тут можна побачити  46 найменувань виробів з композицією авторського розпису П. Щербоноса (столові та чайні  сервізи, вази, кухлі, тарілки).[3]
- Громовий Петро Олександрович — Народився 4 січня 1949 р. в селі Криски в багатодітній сім'ї. Навчався в Крисківській середній школі з 1955р по 1965 р. Вчився дуже добре. Після школи вступив до Ніжинського педагогічного інституту ім. М. В. Гоголя на філологічний факультет. Працював в редакції газети «Деснянська правда». Помер 9 травня 2014 року.
- Горох Микола Прохорович — Керівник Комплексу переробки промислових і побутових відходів у м. Харкові, народився 4 січня 1942 р. в с. Соснівка Чернігівської обл. Менського району. З 1949 по 1956 р. навчався в Крисківській середній школі. В 1960 р. закінчив Шосткінський хіміко-технологічний технікум (Сумська обл.), здобув спеціальність технік-механік і був направлений на завод «Харпластмас», де працював з 1960 по 1979 рік слюсарем-наладником обладнання, конструктором, механіком, замісником начальника цеху, замісником головного механіка заводу. В 1976 р. без відриву від виробництва закінчив Харківський політехнічний інститут за фахом інженер-механік. З 1979 р. по 1992 р. працював головним механіком Харківського заводу «Гідропривід». З 1992 р. по 1994 р. — замісник головного інженера цього заводу. З 1994 по 1997 рік — директор Харківського заводу «Хімічних побутових виробів». З 1997 року — керівник Комплексу переробки побутових і промислових відходів. Автор багатьох науково-практичних публікацій з питань промислової переробки відходів. Автор розробки і видання підручника для вищої освіти «Полімерні відходи в комунальному господарстві міст України». Старший викладач, доцент Харківського національного університету ім. В. Н. Каразіна з питань «Система управління екологічного забезпечення проблем охорони навколишнього середовища»